# Chusta wielkopostna
Chusta Wielkopostna – wielkie płótno, podzielone na kwadratowe pola z malowanymi, wyszywanymi, bądź drukowanymi scenami pasyjnymi, lub narzędziami Męki Pańskiej. W czasie wielkiego postu od XIV do XVIII wieku, wywieszano je pomiędzy chórem a nawą, dziś rzadko. W Polsce tradycja zupełnie nieznana. W Dolnej Saksonii i Nadrenii nazywana: Smachtlappen, lub Schmachtlappen.